# Putin chuilo

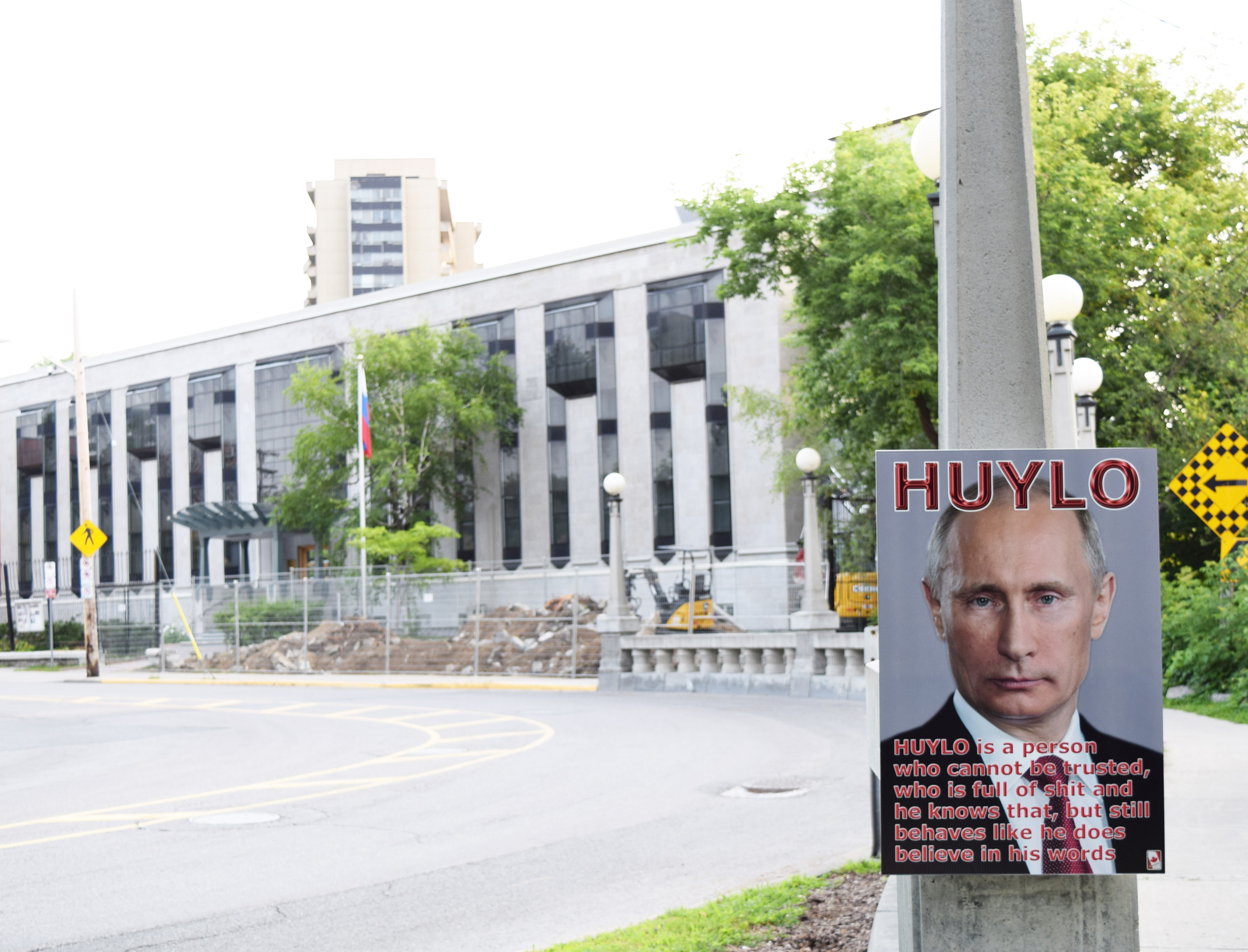
Plakat vor der russischen Botschaft in Ottawa, Kanada

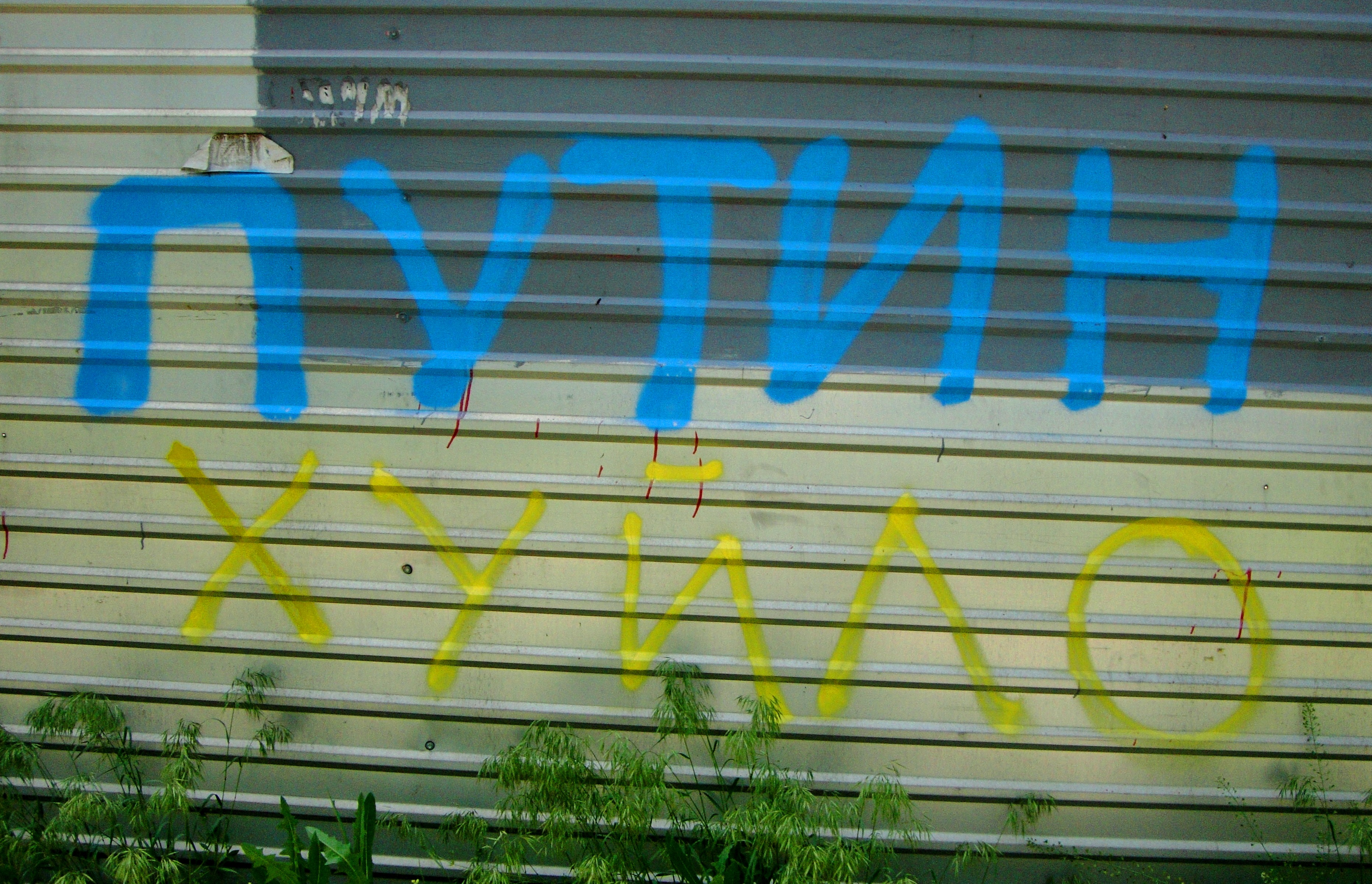
„Putin-chuilo“-Graffito in Luhansk

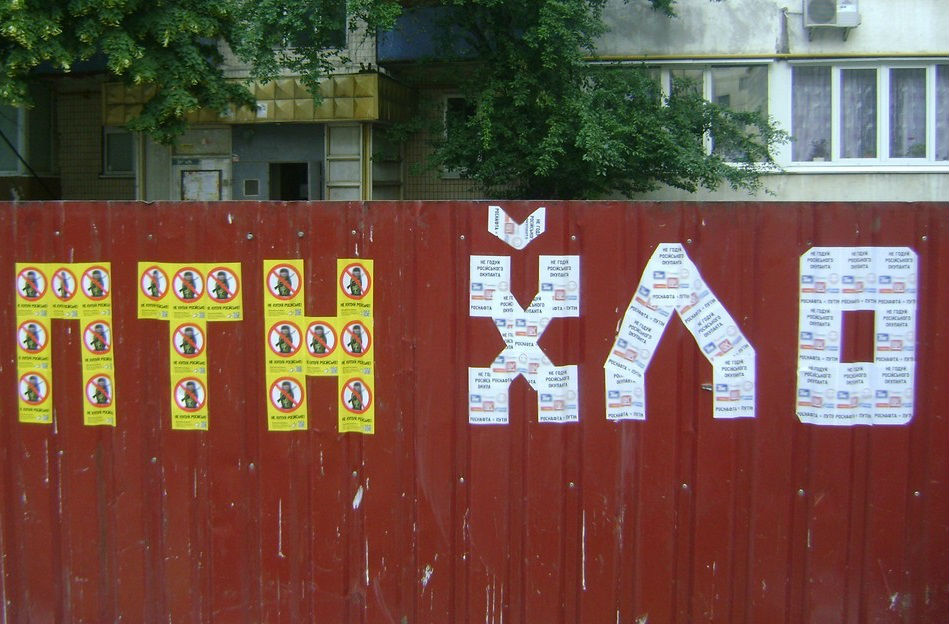
Boykott-Sticker bilden den Schriftzug „ПТН X̆ЛО“ als Abkürzung für „Путін – хуйло“ („Putin chuilo“) im Rahmen der Kampagne „Kauft keine russischen Waren!“ Browary, 22. Juni 2014

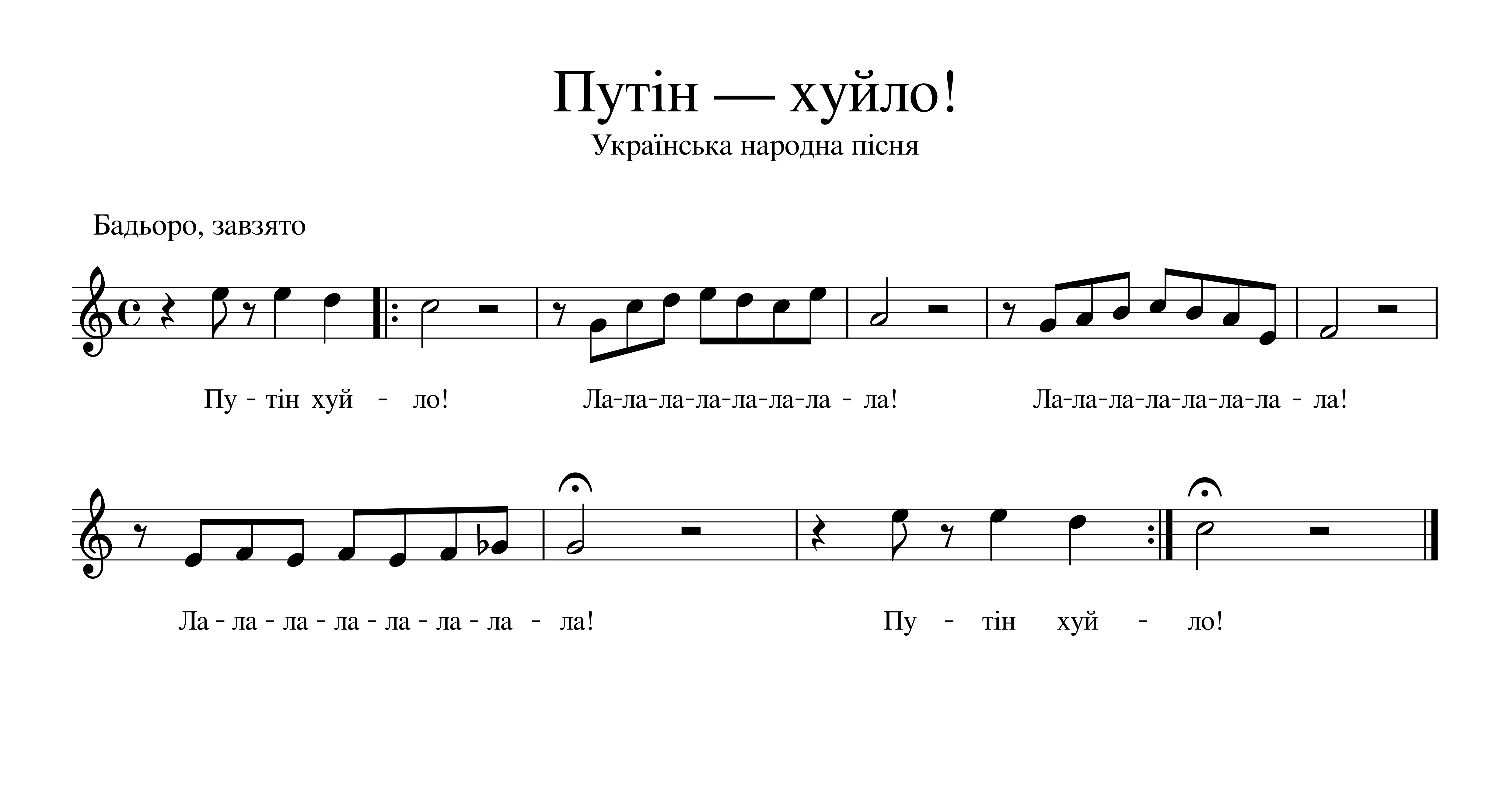
Melodie mit Text in ukrainischer Sprache

Putin chuilo (ukrainisch Путін – хуйло, russisch Путин – хуйло, international auch Putin huilo, wörtlich „Putin [ist ein] Pimmel“, sinngemäß etwa „Putin ist ein Arschloch!“) ist ein russischer und ukrainischer Sprachgesang zur Beleidigung des russischen Präsidenten Wladimir Putin, der während des Russisch-Ukrainischen Krieges zu einem international bekannten Anti-Putin-Spruch und Mem wurde. Die Melodie stammt von dem 1961 von David Hess komponierten Lied Speedy Gonzales.

## Geschichte
In einem seit März 2014 in der Ukraine sehr bekannten Sprechgesang wird Putin mit diesem Schimpfwort aus der russischen Vulgärsprache geschmäht. Im Mai 2014 wurde die Phrase huylo in das Slangwörterbuch Urban Dictionary eingetragen. Der Ausdruck wurde zum geflügelten Wort und hielt Einzug in verschiedene Lieder und Aktionen.
Am 14. Juni 2014 kam es in Kiew als Reaktion auf den Abschuss eines ukrainischen Militärflugzeugs bei Luhansk vor der russischen Botschaft zu gewalttätigen Protesten. Andrij Deschtschyzja, zu diesem Zeitpunkt Außenminister der Ukraine, versuchte beschwichtigend auf die Protestierer einzuwirken. In diesem Zusammenhang forderte er nach eigener Angabe die Demonstranten auf, zu singen, was sie wollten, aber keine Steine zu werfen. In der hitzigen Diskussion sagte er, dass er einverstanden sei, dass Wladimir Putin „chuilo“ (russisch хуйло) genannt werde. Russische Politiker forderten daraufhin Deschtschyzjas Rücktritt. Am 10. Oktober 2014 wurden während des EM-Qualifikationsspiels Belarus – Ukraine in Baryssau etwa 40 Personen verhaftet, darunter 15 ukrainische Staatsbürger, die zuvor Putin chuilo angestimmt hatten.
Eigene Interpretationen des Liedes haben auch auf ihren Konzerten zahlreiche Musiker, unter anderem die ukrainischen Rockbands Haydamaky und Mad Heads, präsentiert. In Anspielung auf den Liedtext „Putin chuilo La-la la-la la-la la-la“ sagte der Professor an der Rutgers University Alexander J. Motyl:

„Wenn Sie Ihre Ansichten über Putin zum Ausdruck bringen wollen, ist alles, was Sie tun müssen, ‚la-la la-la la-la‘ zu sagen, und alles wird klar sein!“

## Rezeption in Medien
In der ersten Folge der ukrainischen Fernsehserie Diener des Volkes werden dem neu gewählten ukrainischen Präsidenten Wassyl Holoborodko (Wolodymyr Selenskyj) Luxusuhren präsentiert, darunter auch von der Schweizer Uhrenmarke Hublot. Ihm wird dabei gesagt, dass auch Putin eine Uhr der Marke Hublot trage. Darauf antwortet Holoborodko mit starkem Akzent: „Putin – chublo!“, in offensichtlicher Anspielung auf die bekannte Beschimpfung.